# Condonat
Un condonat, ou moine condonat, était un moine dépendant de la congrégation de Saint-Sulpice, dont le siège était l'Abbaye Notre-Dame du Nid-au-Merle à Saint-Sulpice-la-Forêt, à une quinzaine de kilomètres au nord-est de Rennes ; cette abbaye était un monastère double, associant un couvent de moniales et un couvent de moines (les condonats) sous l'autorité d'une abbesse.
« D'autres Solitaires comme lui avaient leur habitation auprès du monastère des religieuses, leur administraient les sacrements et recevaient d'elles toutes les nécessités de la vie. Ils étaient en assez grand nombre pour former communauté et cet établissement a duré pour le moins jusqu'à la fin du XIVe siècle, que l'on trouve encore de ces moines à Saint-Sulpice sous le nom de condonats. »